# GREEN (B'z의 음반)
《GREEN》은 일본의 음악 유닛 B'z가 2002년 7월 3일에 버밀리온 레코드에서 발매한 12번째 정규 음반이다.

## 개요
B'z의 정규 음반에서는 처음으로 디지팩이 사용되었다.
이번 음반의 전 음반 《ELEVEN》의 녹음으로부터 계속해서 제작되었으며 도중에 “ELEVEN” 투어와 솔로 활동이 있었고, 2002년 1월에 녹음이 재개되어 제작이 완료되었다. 그러므로 이 기간에 녹음된 노래는 20곡 정도이며 그 중 밸런스를 고려해 정리해서 이번 앨범을 발매하였다.
이번 앨범의 특징은 5번째 음반 《IN THE LIFE》 이래의 프로그래밍을 다용한 팝 노선이 되고 있으며, 수록곡의 절반인 드럼이 전편 프로그래밍이지만, 이것은 의도적이 아니며 실제로는 하드한 곡도 만든 것 같지만 저번에는 수록되지 않았던.
전 음반 “ELEVEN” 이후에 발매된 싱글 중, GOLD〉는 이번 음반에 〈Everlasting〉가 수록되어 있다는 이유로 미수록되었다. 또, 수록곡은 타이업 곡이 많고, 이 시기부터 앨범 곡의 선행 타이업이 많아졌다.
이번 앨범과 〈야성의 ENERGY〉, 다음 앨범 《BIG MACHINE》은 전용인 “B'z” 로고 마크가 사용되고 있다.
예전에는 정규 음반에서 가장 미연주곡이 많은 앨범이었다.

## 수록곡
1. STAY GREEN ~미성숙한 여행은 멈추지 않아~(STAY GREEN 〜未熟な旅はとまらない〜)
PV에서는 리무진의 보넷에 앉은 이나바 코시가 부르고 있다.
2. 뜨거운 고동의 끝(熱き鼓動の果て)
33번째 싱글
전 곡의 종료에서 사이를 두지 않고 곡이 시작된다.
3. Warp
B'z의 노래는, 기본적으로 곡이 먼저(멜로디를 먼저 만든 후에 작사를 붙여감) 제작되지만, 이 노래는 B'z로는 드물게 작사를 먼저(가사가 먼저 나오고 곡을 맞추어 감) 제작됐다. 멜로디와 맞지 않는 부분이나 부족한 부분은 그 때마다 가사를 수정해서 완성시켰다.
4. SIGNAL
이 앨범에서 가장 오래된 곡으로 전 앨범 《ELEVEN》의 제작 시에 이미 녹음되고 있던 곡.
5. SURFIN' 3000GTR
원래는 전 앨범 《ELEVEN》 시절에 나온 곡으로 곡명은 〈SURFIN' 2000〉이였지만, 2000년을 넘어 버렸기에 “3000”이 되며, 이나바의 “차 같은 이름으로 하고 싶다”는 의견으로 “GT”가 붙었으며, 게다가 마츠모토의 의견으로 R가 붙어서, 이 이상한 곡명이 됐다. 일반적으로 유명한 R32형 ~ R34형 GT-R의 배기량은 2600cc이지만, 하코스카 시대의 GT-R은 2000cc.
어레인지도 《ELEVEN》일 때는 밴드 사운드였지만, 프로그뢰밍 주체로 변화했다.
6. Blue Sunshine
7. ultra soul (Alternative Guitar Solo ver.)
31번째 싱글의 앨범 버전
CD 케이스의 표지에는 “ultra soul”라고만 표기되지 않았지만, 가사 카드의 곡명 표기는 “(Alternative Guitar Solo ver.)”로 기재되어 있다.
8. 아름다운 사랑(美しき世界)
원형은 전 앨범 《ELEVEN》 때에 존재했고, 〈ultra soul〉와 같은 시기에 완성되어 있었다.
9. Everlasting
이번 앨범 수록곡에서는 유일하게 스트링스가 사용되며 연주자가 가장 많지만 원래는 느긋한 발라드였다.
10. FOREVER MINE
“인과응보”, “윤회전생”으로 한 한자성어가 나온다.
11. The Spiral
가사의 첫 2행은 히트 아일랜드를 부르고 있으며, 1절 후렴의 “위험한 시계(やばい時計)”란, 운명의 날 시계를 가리키고 있다.
12. GO★FIGHT★WIN
앨범 제목이 《GREEN》으로 결정되기 전에 먼저 투어 제목으로 결정되어있었다. 그 영향으로부터 같은 해의 투어로는 드물게 부제목 (“B'z LIVE-GYM 2002 "GREEN: GO★FIGHT★WIN"”)으로 남았다.

## 타이업
- 플레이스테이션 2용 소프트웨어 《두근거리는 메모리얼 Girl's Side》 오프닝 테마 (#5)
- 《두근거리는 메모리얼 Girl's Side》 닫는 곡 (#8)
- 극장판 《명탐정 코난: 베이커가의 망령》 주제가 (#9)

## 참가 음악가
- 마츠모토 타카히로: 기타, 전체 작곡 · 편곡
- 이나바 코시: 보컬, 전체 작사 · 편곡
- 토쿠나가 아키히토: 베이스(#2~5, 7, 10~12), 편곡(#1~5, 7, 9~12）
- 이케다 다이스케: (#1, 6, 8, 9)
- 야마키 히데오: 드럼(#1~3, 6, 9, 11, 12)
- 요시다 켄: 베이스 (#1)
- 바카본 스즈키: 베이스 (#6, 9)
- 와타나베 나오키: 베이스 (#8)
- 오노즈카 아키라: 피아노(#8, 9, 11): Hammond B-3 (#6)
- 시노자키 Strings: 스트링스 (#9)

## 같이 보기
- a BEAUTIFUL REEL. B'z LIVE-GYM 2002 GREEN ~GO★FIGHT★WIN~

## 참고
1. ↑  이번 앨범 이후 베이스 또는 드럼이 전편 프로그래밍임 곡은 2012년 현재로는 〈IT'S SHOWTIME!!〉의 싱글 버전과 〈결정〉(모든 드럼이 전편 프로그래밍)를 제외하면 존재하지 않고 대부분의 곡이 밴드 사운드이다.
2. ↑  〈여행★EVERYDAY〉, 〈Magnolia〉, 〈이제 떠나지 않아〉, 〈결정〉 등은 이 항의 디지팩이다.
3. ↑  《The Ballads ~Love & B'z~》《IT'S SHOWTIME!!》은 각각 오리지널 로고를 사용.
4. ↑  〈SIGNAL〉〈아름다운 세상〉〈FOREVER MINE〉〈The Spiral〉의 4곡이 미연주였지만, 6년 후의 “B'z LIVE-GYM 2008 "ACTION"”에서 〈FOREVER MINE〉의 첫 연주에 의해 투어 전의 년도에 발매된 16번째 음반 《ACTION》이 최다(4/17곡)이 됐다.